# Farmacevtska fakulteta v Sarajevu
Farmacevtska fakulteta (izvirno bosansko Farmaceutski fakultet u Sarajevu), s sedežem v Sarajevu, je fakulteta, ki je članica Univerze v Sarajevu.